# Bisha K. Ali
Bisha K. Ali (17 marzo 1989) è una comica e sceneggiatrice britannica, vincitrice del premio BAFTA. È nota per essere stata la sceneggiatrice principale della serie televisiva in streaming Ms. Marvel per Disney+. Ha vinto il British Academy Television Craft Award come miglior sceneggiatore per la co-sceneggiatura, insieme a Charlie Brooker, dell'episodio "Demone 79" della sesta stagione di Black Mirror.

## Carriera
Bisha K. Ali, nata da genitori pakistani, ha intrapreso un percorso professionale vario prima di affermarsi come comica e sceneggiatrice. Inizialmente, ha lavorato come data scientist e operatrice di supporto per vittime di violenza domestica.
Nel 2012, ha partecipato al programma Young Writers del Royal Court Theatre che ha segnato un punto di svolta nella sua carriera. La sua sceneggiatura, Book Club, sviluppata per un'iniziativa di Sky a sostegno della diversità, è stata opzionata da Tiger Aspect Productions. Successivamente, ha contribuito con alla serie televisiva Sex Education.
Ha ottenuto il suo primo ruolo importante come sceneggiatrice nella miniserie del 2019 Quattro matrimoni e un funerale, lavorando a stretto contatto con Mindy Kaling. Nel 2019, è stata annunciata come sceneggiatrice principale per la serie televisiva in streaming Ms. Marvel di Disney+. Inoltre, ha fatto parte del team di sceneggiatori della serie Marvel Studios Loki.
Oltre alla sua attività di sceneggiatrice, Bisha K. Ali ha anche contribuito come scrittrice per The Huffington Post. Ha inoltre co-condotto il podcast The Guilty Feminist insieme a Deborah Frances-White e il programma GrownUpLand per BBC Radio 4.

## Filmografia

### Televisione

#### Sceneggiatrice
- Quattro matrimoni e un funerale (2019) 1 episodio
- Loki (2021) 1 episodio
- Ms. Marvel (2022) 1 episodio
- Black Mirror (2023) 1 episodio

#### Produttrice
- The Baby (2022)
- Ms. Marvel (2022)
- Black Mirror (2023)